# Dragon Quest IV: Capítulos de los Elegidos
Dragon Quest IV: Capítulos de los Elegidos, publicado en Norteamérica como Dragon Warrior IV, es un videojuego de rol de la saga Dragon Quest y el primero de la llamada «trilogía de Zenithia». Desarrollado por Enix para el sistema Famicom, fue lanzado el 11 de febrero de 1990 en Japón. Una localización norteamericana salió a la venta en octubre de 1992, en tanto que una adaptación para PlayStation llegó al mercado nipón en 2001. La Nintendo DS acogió una nueva versión en 2007, pero no fue hasta el año siguiente que Square Enix publicó el título también en Norteamérica y —por primera vez— en Europa. Su versión original para Famicom cosechó más de tres millones de copias, lo que lo colocó como el cuarto juego más vendido de la consola en Japón.
De forma novedosa para su época, posee un argumento que se divide en cinco capítulos (seis a partir de la versión de PlayStation) con un protagonista distinto en cada uno. Se ambienta en un mundo de fantasía medieval y el sistema de juego se asienta sobre las bases tradicionales de los juegos de rol: exploración, encuentros aleatorios contra monstruos, diálogos con personajes no jugador y combates por turnos. El original presenta gráficos en 8 bits, mientras que sus ediciones posteriores renderizan entornos 3D y sprites bidimensionales con la posibilidad de rotar el punto de vista 360° en pueblos y ciudades.

## Sistema de juego
Su sistema de juego es basado en turnos (en los combates), donde solo se ve los monstruos atacantes y no los miembros del equipo.

## Personajes

### Protagonistas
- Héroe: Como ha sido durante toda la saga, y este juego no es una excepción, es el personaje protagonista, aunque en este juego no hace un papel importante hasta el quinto capítulo. Es un luchador excelente. Sus verdaderos padres, un leñador y una habitante de Zenithia, el castillo celestial, murieron y una familia de pueblerinos le acogieron. Un buen día el señor de las tinieblas, Psaro el Carnicero, destruyó por completo su pueblo y a los seres que él más quería. Desde ese día se une a los otros elegidos para llevar a cabo su venganza. Esta entrega te permite elegir el género del héroe protagonista (chico o chica). El nombre predeterminado del héroe en la versión japonesa del juego es Solo, y el de la chica es Sofia.[7]

- Ragnar McRyan: Protagonista del primer capítulo del juego. Un soldado del reino de Burlandia, que, encargado por el rey, ha de averiguar qué ha sido de los niños secuestrados de Candonga, una villa cerca del reino. Al final del capítulo los rescata y empieza un viaje por su cuenta en busca del héroe legendario que ha de derrotar el mal. No domina ninguna magia, por lo que su especialidad es el cuerpo a cuerpo. Es el último de Los Elegidos (los protagonistas del juego) en sumarse al grupo, después de que el héroe y los demás elegidos lo rescaten de Pàlais de Lèon. Hace un cameo en Dragon Quest VIII como participante de la arena de monstruos.

- Alena Zamovska: Protagonista del segundo capítulo. La Zarevna (princesa) del reino de Zamovska. Es poco femenina y ansía viajar por el mundo, y por ello se escapa del castillo para ir de viaje junto con sus amigos Borya y Kyril. En un momento dado de la historia recibe un mensaje de Zamovska, y cuando ella y sus amigos llegan allí el castillo es un nido de monstruos. Su especialidad es el combate cuerpo a cuerpo. Inicia junto Kyril y Borya un viaje en busca de Psaro el  Carnicero, presunto autor de la desaparición de todo el mundo del castillo. Se une al grupo principal más tarde cuando Kyril es curado por el héroe protagonista.

- Kyril: Protagonista del segundo capítulo. Es el sacerdote del castillo de Zamovska, y  parece sentir algo especial por Alena. Huyó con ella del castillo para viajar a su lado y protegerla. Su especialidad es la magia de apoyo y la magia blanca. Se une al héroe principal más tarde cuando es curado de una enfermedad gracias a una medicina que el héroe consigue.

- Borya: Protagonista del segundo capítulo. Es el brujo del castillo y tutor de Alena. A pesar de que querer convencerla para que no huya, al final acaba huyendo con ella de Zamovska. Domina la magia de ataque de hielo. Se une al grupo principal antes que Alena y Kyril, ya que Kyril está enfermo y mientras, Alena, busca una medicina para curarle. Borya pide al héroe que le ayude también a buscar una medicina para el sacerdote y se une al grupo.

- Torneko Taloon: Protagonista del tercer capítulo. Viene de un pueblo pequeño. Dejó solos a su esposa y su hijo para buscar fortuna como mercader ambulante. Domina todo tipo de armas, pero no aprende ningún ataque mágico ofensivo. Se une al héroe huyendo de los monstruos que le perseguían. Este personaje tiene varios spin-off (juegos secundarios de la saga) en los que hace de protagonista.

- Meena Mahabala: Protagonista del cuarto capítulo y hermana gemela de Maya. Es adivina, y domina la magia de apoyo y la magia ofensiva de viento. Inicia un viaje junto Maya en busca de Baalzak para vengar la muerte de su padre, que estudiaba la evolución y fue asesinado por descubrir su secreto. Tras una serie de acontecimientos huye con su hermana del país hacia Endor, donde coinciden con el héroe y  deciden acompañarle. Es la primera acompañante del héroe principal.

- Maya Mahabala: Protagonista del cuarto capítulo y hermana gemela de Meena. Es bailarina, y domina la magia ofensiva de fuego. Inicia un viaje junto Meena en busca de Baalzak, con las mismas intenciones que su hermana. Tras ser capturadas en Pàlais de Lèon por el intento de asesinato de Baalzak consiguen escapar ambas hermanas y huyen a Endor. Se une al héroe principal junto su hermana allí.

### Villanos
- Psaro el Carnicero: Villano principal del juego. Aspira a eliminar la humanidad entera para proteger a Rosa. Para ello planea apoderarse del secreto de la evolución y matar al héroe legendario. A pesar de ser el principal antagonista del juego, en la versión de DS del juego, tras completar el juego por primera vez, existe la posibilidad de reclutar a Psaro en el equipo. Para ello se tiene que completar antes una misión alternativa. Psaro es capaz de equiparse objetos malditos además de los normales.
- Estark: Criatura demoníaca. Los humanos lo despertaron en Maamon sin querer al hacer una excavación arqueológica. Es el eje principal de los planes de Psaro para dominar el secreto de la evolución.
- Marquis De Léon: El Marqués de Pàlais de Lèon. Fue dominado inconscientemente por Psaro, mutando en un león de seis patas y sin ser consciente de ello acaba involucrado en los planes de este.
- Balzak/Baalzak: El asesino del padre de Meena y Maya. Puede evolucionar gracias al Secreto de Evolución del padre de Meena y Maya. Pretende ayudar a Psaro para beneficiarse de su plan y termina convirtiéndose en un monstruo. Meena y Maya pretenden acabar con él para vengarse.
- Aamon: Aamon es el verdadero villano del juego. En la versión original del juego Aamon es un soldado de Psaro, pero en la versión de DS se descubre que en realidad Aamon era quien manipulaba a Psaro desde un principio. Engaña a Psaro haciéndole creer que todas las calamidades que le pasan a  Rosa eran culpa de los humanos y de su egoísmo. Pretende beneficiarse del plan de Psaro y espera que el héroe acabe con él para aprovecharse, conseguir poseer el secreto de la evolución y conquistar el mundo.

### Secundarios
- Curi: Curi es un personaje que se puede reclutar en el equipo durante el capítulo de Ragnar. Es un Medulimo, un monstruo, pero sus intenciones son buenas y quiere ayudar a los humanos para convertirse en uno de ellos. Para eso decide ayudar a Ragnar a rescatar los niños de Cadonga. En el capítulo cinco los héroes se lo encuentran ya convertido en humano, y este les suplica que vayan a rescatar a su amigo Ragnar.
- Rosa: Elfa que vive en Rosavilla. Cuando llora sus lágrimas se convierten en rubíes, y por eso la gente se aprovecha de ella para conseguir riquezas. Es perseguida por los humanos hasta que un día se topa con Psaro. Este decide protegerla. A pesar de que Psaro solo la defiende, a Rosa, no le gusta en absoluto lo que hace Psaro para ella, y pide a los protagonistas que detengan a su protector.

## Juegos relacionados
Como su nombre indica se trata de la cuarta entrega de esta famosa saga de JRPG (de la serie principal hay hasta la undécima entrega), cuyo éxito principalmente es en tierras niponas.

## Recepción
A pesar de ser un remake del original Dragon Quest, ha obtenido una puntuación de 80 de 100 en Metacritic y posee unas buenas ventas en Japón con ventas cercanas a 1,3 millones de copias vendidas, sin embargo en Estados Unidos apenas llegan a las 150.000 unidades vendidas.

### Comercial
Su versión original lanzada para Nintendo Famicom vendió 3.1 millones de copias en Japón (a lo que habría que sumar 80 000 en Norteamérica), lo que lo colocó como el cuarto juego más vendido de la consola en la nación asiática, tras su predecesor Dragon Quest III. Hasta 2019, el videojuego ha acumulado 1.62 millones de unidades comercializadas en su edición de Nintendo DS, 1.27 millones de las cuales provienen de tierras japonesas, en contraste con las 350 000 que se alcanzaron en el resto de regiones. En el país nipón saldó 360 000 copias en su día de lanzamiento, y alcanzó las 597 000 durante la primera semana.